# Dominik Krischke
Dominik Krischke (* 21. Mai 1998) ist ein österreichischer Fußballspieler.

## Karriere

### Verein
Krischke begann seine Karriere beim Favoritner AC. 2012 kam er in die Akademie des FK Austria Wien. Zur Saison 2015/16 rückte er in den Kader der Amateure der Austria auf, blieb jedoch noch zwei Saisonen lang in der Akademie aktiv. Im September 2017 debütierte er für die Amateure der Austria in der Regionalliga, als er am zehnten Spieltag der Saison 2017/18 gegen den ASK-BSC Bruck/Leitha in der Startelf stand. Zu Saisonende stieg er mit Austria II in die 2. Liga auf. In der Aufstiegssaison kam er zu sieben Einsätzen in der Regionalliga.
Sein Debüt in der zweithöchsten Spielklasse gab er im Februar 2019, als er am 16. Spieltag der Saison 2018/19 gegen die Kapfenberger SV in der Startelf stand. Bis Saisonende kam er zu drei Einsätzen. Nachdem er in der Saison 2019/20 nicht zum Einsatz gekommen war, wurde er im Jänner 2020 an den Regionalligisten SV Stripfing verliehen. Für Stripfing kam er zu zwei Regionalligaeinsätzen, ehe die Saison abgebrochen wurde. Zur Saison 2020/21 wurde er an den FCM Traiskirchen weiterverliehen. Im Jänner 2021 wurde er von den Niederösterreichern fest verpflichtet. Für die Niederösterreicher kam er insgesamt zu 17 Regionalligaeinsätzen.
Im Jänner 2022 wechselte er zum viertklassigen SC-ESV Parndorf 1919.

### Nationalmannschaft
Krischke debütierte im September 2013 für die österreichische U-16-Auswahl. Im August 2014 spielte er gegen Deutschland erstmals für die U-17-Mannschaft. Mit dieser nahm er 2015 an der Europameisterschaft teil. Bei dieser kam er jedoch zu keinem Einsatz, Österreich schied als Dritter der Gruppe B bereits in der Vorrunde aus.